# Folkets park, Degerfors
Folkets park ligger i centrala Degerfors.
Folkparken invigdes den 16 juni 1912.
En av parkens ena dansbanor brann ned den 4 maj 2024.